# Seznam naučných stezek v okrese Jihlava
Seznam naučných stezek v okrese Jihlava zahrnuje naučné stezky, které jsou celé či alespoň svou částí na ploše okresu Jihlava.
| Název stezky                                        | Místo                                  | Založeno | Délka (km) | Počet zastavení | Fotka |
| --------------------------------------------------- | -------------------------------------- | -------- | ---------- | --------------- | ----- |
| Brtnická stezka                                     | Rokštejn, Panská Lhota, Brtnice        | 2011     | 10         | 13              |       |
| Čertův hrádek                                       | Čertův hrádek                          |          | 1          | 4               |       |
| Čeřínek                                             | Čeřínek                                | 1984     | 6          | 14              |       |
| Hornická naučná stezka                              | Lesnov, Šacberk, Zborná                | 1998     | 5          | 10              |       |
| Hudební osobnosti Jihlavy                           | Jihlava                                | 2013     | 2,5        | 11              |       |
| Jihlavská pevnost                                   | Jihlava                                | 2013     | 2,5        | 9               |       |
| Josefa Klementa                                     | Polná                                  | 2006     | 7          | 8               |       |
| K pramenům Počátek                                  | Počátky, Jihlávka, okolní prameny      |          | 7,5        | 5               |       |
| Karel Löw                                           | Jihlava – Helenín                      | 2017     | 0,8        | 11              |       |
| Lesní naučná stezka Chaloupky                       | Chaloupky (zámek), Nová Brtnice        |          | 8,5        | 6               |       |
| Lipky                                               | Telč                                   |          | 6          | 10              |       |
| Městem Třešť                                        | Třešť                                  | 2014     | 7          | 16              |       |
| O koních                                            | Dobronín                               | 2013     | 2,7        | 8               |       |
| Otokara Březiny                                     | Jihlávka až Krasonice                  |          | 55         | 12              |       |
| Pěšky krajem malíře Františka Mořice Nágla          | Kostelní Myslová                       |          | 3,5        | 6               |       |
| Pivovarská naučná stezka                            | Jihlava                                | 2013     | 2,5        | 12              |       |
| Po stopách Gustava Mahlera                          | Jihlava                                |          |            | 17              |       |
| Po stopách Karla Havlíčka Borovského                | Batelov                                | 2015     | 4,5        | 10              |       |
| Podivuhodná setkání Eleonory Sternbachové           | zámecký park v Třešti                  | 2015     | 2,5        | 15              |       |
| Pojď s námi do přírody aneb stezka pro malé i velké | Polná                                  | 2012     | 2          | 4               |       |
| Pojmannova stezka                                   | Polná                                  | 2006     | 6          | 5               |       |
| Poznej kraj pod Javořicí                            | Klatovec, Planiště, Zhejral            | 2007     | 10         | 9               |       |
| Roštýnská obora                                     | Roštejn                                |          | 2          | 10              |       |
| Stará plovárna                                      | Stará plovárna v Jihlavě               | 2013     | 1,1        | 10              |       |
| Špičák                                              | Třešť, Velký Špičák, Jezdovice         |          | 11         | 12              |       |
| U Borovinky                                         | Borovinka, Hamry                       | 2023     | 2,2        | 6               |       |
| Údolím Jihlávky na Aleje                            | Stonařov, Aleje                        | 2015     | 10         | 9               |       |
| Velký Pařezitý rybník                               | Velký Pařezitý rybník                  |          | 2,5        | 4               |       |
| Včelí stezka Smrčná                                 | Trojanský rybník, Černý rybník, Smrčná | 2017     | 4,8        | 7               |       |